# إدموند بيكيريل
ألكسندر إدموند بيكيريل (بالفرنسية: Edmond Becquerel)‏ ( 24 مارس 1820 - 11 مايو 1891 ) والمعروف بإدموند بيكريل هو فيزيائي فرنسي قام بدراسة الأشعة الشمسية، المغناطيسية ، الكهرباء ، وعلم البصريات . ويرجع له الفضل في اكتشاف تأثير الضوء الجهدي وهو الأساس العلمي لعمل أي خلية شمسية . ففي عام 1839 لاحظ أن هناك بعض المواد تنتج قدرا من الطاقة عند تسليط الضوء عليها .ومعروف أيضا بإسهاماته في مجالي الضيائية والفسفورية . وهو ابن الفيزيائي أنطوان سيزار بيكريل ووالد الفيزيائي هنري بيكريل الحاصل على نوبل عام 1903 .

## السيرة الذاتية

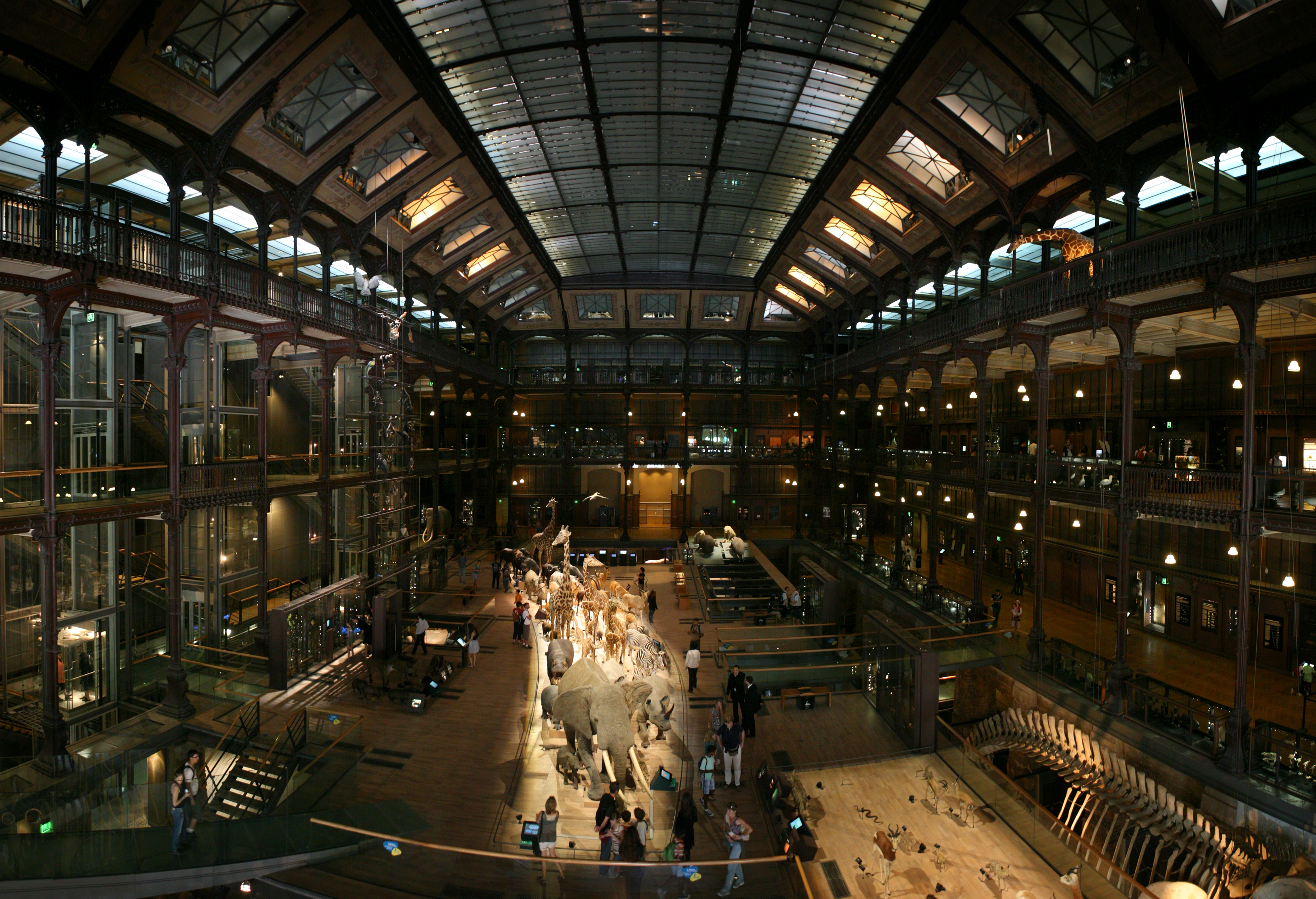
المتحف الوطني للتاريخ الطبيعي بفرنسا

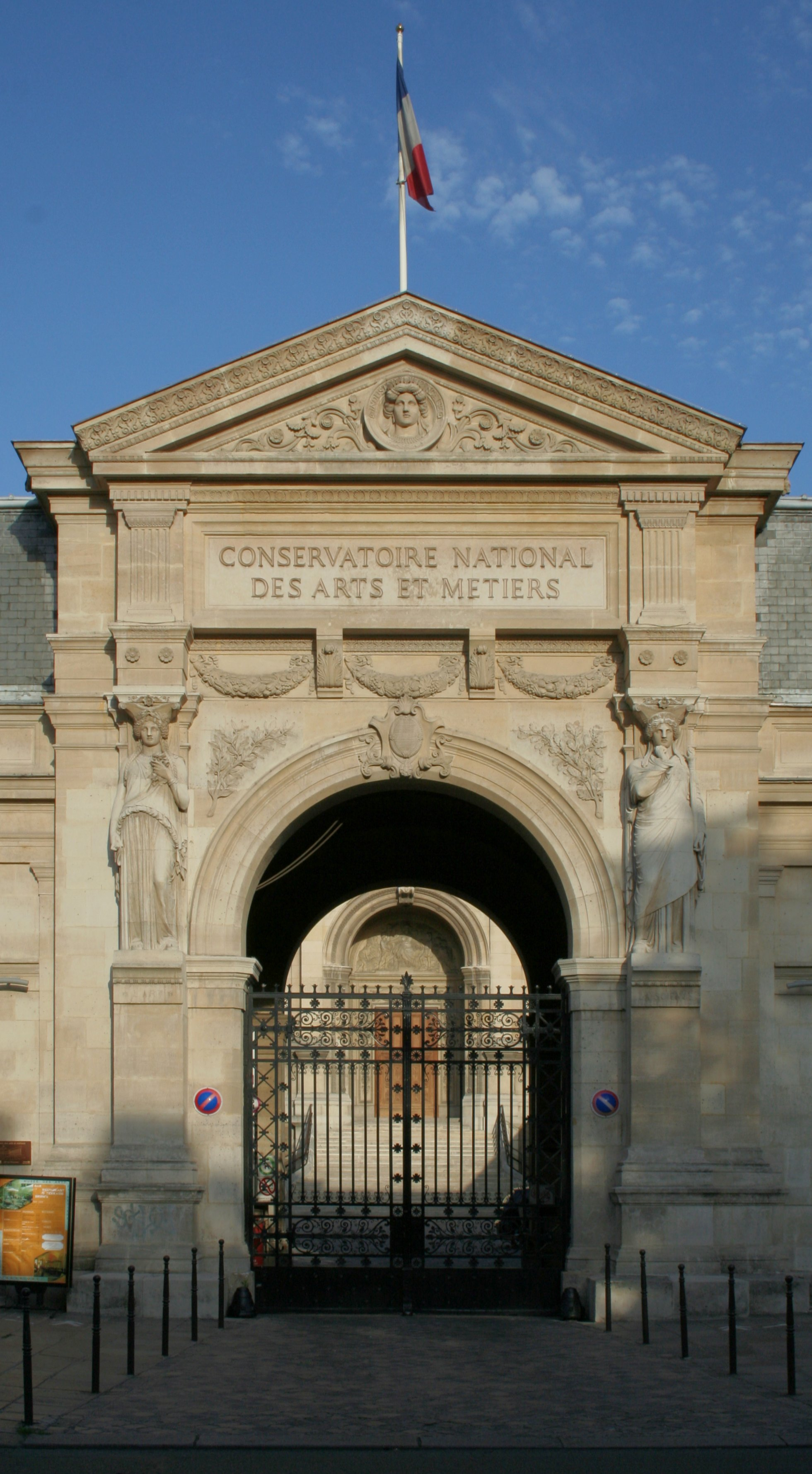
المدخل الرئيسي للمعهد الوطني للفنون والمهن بباريس.

ولد بيكيريل في باريس وأصبح بدوره تلميذا ومساعدا لوالده في المتحف الوطني للتاريخ الطبيعي بفرنسا . وفي عام 1849 عين أستاذ لفتره قصيره في معهد بمدينة فرساي جنوب غرب العاصمة باريس . وفي عام 1853 حصل على كرسي في المعهد الوطني للفنون والمهن .

## أول جهاز يعمل بالتأثير الضوئي الجهدي
في عام 1839 وعندما كان يبلغ من العمر 18 عاما، توصل من خلال التجارب في معمل والده إلى صناعة أول جهاز يعمل بالتأثير الضوئي الجهدي . في هذة التجربة تم وضع كلوريد الفضة في محلول حمضي وعرضها للإضاءة باستخدام أقطاب بلاتينية وأدى ذلك إلى تولد جهد وتيار كهربي، لذلك عاده ما يسمى التأثير الضوئي الجهدي بتأثير بيكيريل .

## إسهاماته في التصوير الفوتوغرافي
يعتبر بيكيريل من أوائل من إهتموا بالتصوير الفوتوغرافي . ففي عام 1840 إكتشف هاليد الفضة وهو اسم عام يطلق على المركبات الناتجة من ارتباط الفضة مع أحد الهالوجينات وتتميز بحساسيتها للضوء ولذلك تستعمل في مجال الأفلام الفوتوغرافية وهي مواد غير حساسه للضوء الأحمر والأصفر . 

وفي عام 1848 نجح في إنتاج صور ملونه وصناعه كاميرا قريبه من الكاميرات التي تعمل بتقنيه التداخل الفيزيائي للمخترع الفرنسي غبريال ليبمان ولكن هذة الكاميرا كانت كبيره وغير عملية خصوصا أن ألوانها تظهر فقط إن بقت في ظلام دامس .

## دراسات أخرى
أعطى الكسندر اهتماما خاصا لدراسه الضوء والبحث في خواص الكيمياء الضوئية وخصائص المطيافية . واهتم بدراسة ظاهرة الفسفورية خصوصا مع مركبات الكبريتيد واليورانيوم .

كما حقق في خاصيه المغناطيسية المعاكسة وهي الخاصية التي تسبب إنشاء حقل مغناطيسي يعارض تأثير أي حقل مغناطيسي يؤثر من الخارج، وخاصيه المغناطيسية المسايرة وهي شكل من أشكال المغناطيسية تظهر فقط في وجود مجال مغناطيسي خارجي وتزول بزواله . كما كان مهتما بشدة في ظواهر التحلل الكهروكيميائية وقدم العديد من الإقتراحات في قوانين فارداي للتحليل الكهربائي

## منشوراته
في عام 1867 و 1868 قام بيكريل بنشر مقال من جزئين باسم «الضوء، أسبابه وتأثيره» وتم إعتباره كمقال مرجعي للعديد من الأبحاث في هذا المجال . كما قام بنشر العديد من الأبحاث في المجلات العلميه . وقد قامت الأكاديمية الفرنسية للعلوم بنشر العديد من مقالته منذ عام 1839 حتى وقت قصير من وفاته عام 1891 .

## الجوائز والأوسمة
في عام 1886 تم إنتخاب إدموند بيكريل عضوا في الأكاديمية الملكية السويدية للعلوم . 

وتمنح جائزة بيكريل سنويا في مؤتمر الطاقة الشمسية (EU PVSEC) الذي يقوم به الاتحاد الأوروبي

## وصلات خارجية
- إدموند بيكيريل على موقع الموسوعة البريطانية (الإنجليزية)
- أعمال أو نبذة عن إدموند بيكيريل على أرشيف الإنترنت
- Works in Open Library